# Válečný kříž (Lucembursko)
Válečný kříž (francouzsky Croix de Guerre, německy Kriegskreuz) je vojenské vyznamenání Lucemburského velkovévodství založené roku 1945.

## Historie a pravidla udílení

### Válečný kříž 1940–1945
Vyznamenání bylo založeno dne 17. dubna 1945 lucemburskou velkovévodkyní Šarlotou. Udíleno bylo za příkladnou vojenskou službu a činy odvahy během druhé světové války.
Lucemburský Válečný kříž byl udílen jak občanům Lucemburska, tak i příslušníkům spojeneckých ozbrojených sil za zásluhy při osvobozování Lucemburska. Mohl být udělen i vojenským jednotkám. Byl jedním z nejvzácnějších vyznamenáních udílených spojeneckým jednotkám kvůli malému počtu operací na lucemburském území, na rozdíl od velkých střetů v Belgii, Francii či Německu.

### Válečný kříž 1951
Verze Válečného kříže 1951 byla založena v květnu 1951. Toto vyznamenání se udílelo příslušníkům lucemburské armády a polovojenských organizací za chrabrost a odvahu. Mohlo být uděleno i cizincům. Tento kříž byl založen, aby umožnil lucemburské vládě odměnit službu během korejské války i v budoucích válečných konfliktech.

## Popis medaile

### Válečný kříž 1940–1945
Medaile má tvar maltézského kříže z tmavého bronzu. Hroty kříže jsou zakončeny kuličkami. Kříž je převýšen velkovévodskou korunou. Na přední straně je uprostřed kříže písmeno C (Charlotte) převýšené korunou. Na zadní straně je datum 1940. Kříž je položen na zkřížených mečích směřujících čepelemi vzhůru.
Stuha je modrá se třemi úzkými proužky žlutooranžové barvy a s oběma okraji lemovanými širšími proužky stejné barvy.

### Válečný kříž 1951
Vzhled této verze kříže je téměř shodný s jeho předchozí verzí. Pouze na zadní straně v medailonu není datum 1940, ale je zde motiv věnce z dubových listů.